# STAYC
STAYC (кор. 스테이씨, Seuteissi, стилізується як STAYC, акронім від «Star To A Young Culture», читається як Стейсі) — південнокорейський дівочий гурт, створений High Up Entertainment. Гурт складається з шести учасниць: Сумін, Сіин, Айса, Сеин, Юн та Джей. STAYC дебютували 12 листопада 2020 року із синглом «Star to a Young Culture».

## Назва
Назва «STAYC» є абревіатурою від «Star to a Young Culture» (укр. «Зірка для молодої культури»). Фандом має назву Swith.

## Кар'єра

### 2016—2019: до дебюту
Сіин була добре відома до дебюту як дочка відомого співака Пак Нам Чжуна, а також завдяки ролям у таких драмах, як «Хороша дружина», «Королева на сім днів» та «Коронований блазень». Вона здобула нагороду молодіжної акторської майстерності на SBS Drama Awards 2018 за роль у фільмі «Still 17».
Сеин також була відома як актриса, з'являлася в шоу The Guardians і Circle.
До дебюту майбутні STAYC були відомі як «High Up Girls», названі на честь їхньої компанії High Up Entertainment. Учасниці разом із стажувальницями, які не увійшли до фінального складу гурту — Чан Чієн Чієн («Лідія») та Кім Мін Чжон — протягом останніх кількох місяців навчання перед дебютом були представлені в документальних серіалах YouTube Originals K-Pop Evolution.

### 2020: Дебют зіStar to a Young Culture

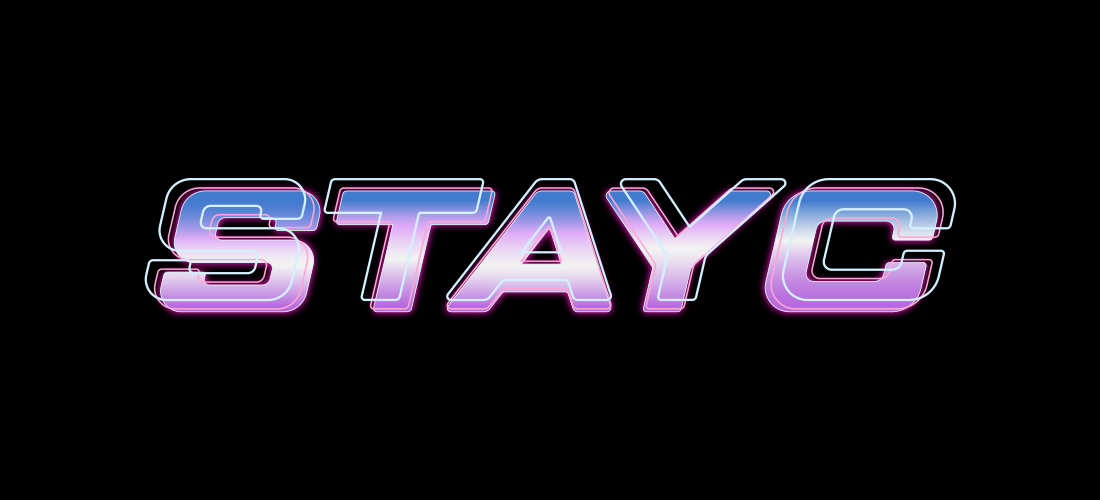
Офіційний логотип STAYC до лютого 2022 року

8 вересня було оголошено, що Black Eyed Pilseung та High Up Entertainment дебютують свій перший жіночий гурт. Як першу учасницю було представлену Сіин.
8 жовтня High Up Entertainment оголосили, що дебют нового гурту відбудеться в листопаді. Троє останніх учасниць — Айса, Джей та Юн — були представлені у спеціальних відео що вийшли 12, 13 та 14 жовтня відповідно.
22 жовтня було оприлюднено назву майбутнього сингл-альбому — Star to a Young Culture, де головною композицією мала стати пісня «So Bad». Також було оголошено, що продюсером цієї композиції сингл Black Eyed Pilseung, відомий за попередніми хітами, такими як «TT», «Touch My Body», «Roller Coaster» і «Dumhdurum». Промоції майбутнього дебюту включали танцювальні кавери на виступи таких гуртів, як Blackpink, BTS і Stray Kids, які набрали на YouTube понад 1 мільйон переглядів, а також вокальні кавери на пісні Twice і Red Velvet, які отримали понад 2 мільйони переглядів.
12 листопада 2020 року відбувся дебют STAYC. Цього дня було продано понад 4300 фізичних копій їхнього сингл-альбому — найбільше серед дівочих гуртів, що дебютували у 2020 році. За перший тиждень було продано понад 10 тис. копій Star to a Young Culture. Також 12 листопада на головну композицію альбому «So Bad» було випущено музичне відео, яке за перші 24 години набрало понад 2,6 мільйона переглядів.
Також гурт було представлено на трансляції через платформу V Live, де учасниці виконали «So Bad» і бі-сайд «Like This».
13 листопада 2020 року STAYC дебютували на музичному шоу. Це був Music Bank телеканалу KBS. Альбом потрапив на 17 позицію у щотижневому чарті альбомів Gaon. Композиція «So Bad» дебютувала під номером 90 у чарті Billboard K-pop Hot 100 і під номером 21 у світовому чарті продажів цифрових пісень.

### 2021— наш час:Staydom,Stereotype,Young-Luv.com і Teddy Bear
8 квітня гурт повернувся зі своїм другим сингл-альбомом Staydom та головним синглом «ASAP». Відео на «ASAP» було випущено разом з альбомом і за дев'ять днів набрало 20 мільйонів переглядів. Сингл також увійшов до тижневого чарту Billboard K-pop 100.
6 вересня STAYC випустили свій перший мініальбом Stereotype і однойменний головний сингл. Музичне відео за 21 день набрало 30 мільйонів переглядів. За перший тиждень альбом був проданий тиражем понад 114 000 копій. 14 вересня гурт здобув першу перемогу на музичному шоу The Show.
21 лютого 2022 року вийшов другий мініальбом гурту — Young-Luv.com з головним синглом «Run2U». Альбом дебютував на першій позиції чарту Gaon.
19 липня 2022 року STAYC випустили свій третій сингл-альбом We Need Love і його головний сингл «Beautiful Monster». Було оголошено, що гурт проведе першу фан-зустріч 13 серпня.
23 листопада 2022 року STAYC дебютували в Японії з синглом «Poppy». Сингл посів сьоме місце в японському чарті Oricon Singles Chart.
18 січня 2023 року High Up Entertainment оголосили, що STAYC випустить альбом у лютому. 14 лютого STAYC випустили свій четвертий сингл-альбом під назвою Teddy Bear. За перший тиждень альбом був проданий тиражом понад 341 000 копій, що стало новим рекордом для гурту.
23 липня гурт анонсував вихід свого третього мініальбому Teenfresh 16 серпня 2023. 27 липня STAYC оголосили про свій перший світовий тур. 10 березня 2024 тур було завершено.

## Учасниці
| Сценічний псевдонім | Сценічний псевдонім | Сценічний псевдонім | Справжнє ім'я | Справжнє ім'я  | Справжнє ім'я | Дата народження           | Позиція у гурті              |
| Українською         | Латиницею           | Хангилем            | Українською   | Латиницею      | Хангилем      | Дата народження           | Позиція у гурті              |
| ------------------- | ------------------- | ------------------- | ------------- | -------------- | ------------- | ------------------------- | ---------------------------- |
| Сумін               | Sumin               | 수민                | Пе Сумін      | Bae Su Min     | 배수민        | 13 березня 2001 (24 роки) | Лідерка, вокалістка, реперка |
| Сіин                | Sieun               | 시은                | Пак Сіин      | Park Si Eun    | 박시은        | 1 серпня 2001 (23 роки)   | Головна вокалістка           |
| Айса                | Isa                 | 아이사              | Лі Джейон     | Lee Chae Young | 이채영        | 23 січня 2002 (23 роки)   | Провідна вокалістка          |
| Сеин                | Seeun               | 세은                | Юн Сеин       | Yoon Se Eun    | 윤세은        | 14 червня 2003 (21 рік)   | Вокалістка                   |
| Юн                  | Yoon                | 윤                  | Сім Чаюн      | Sim Ja Yun     | 심자윤        | 14 квітня 2004 (20 років) | Провідна вокалістка          |
| Джей                | J                   | 제이                | Чан Єин       | Jang Ye Eun    | 장예은        | 9 грудня 2004 (20 років)  | Реперка, вокалістка, макне   |

## Дискографія

### Мініальбом
| Назва                                                                            | Деталі альбому                                                                                      | Пікові позиції у чартах | Пікові позиції у чартах | Пікові позиції у чартах | Пікові позиції у чартах | Продажі                                          | Сертифікації     |
| Назва                                                                            | Деталі альбому                                                                                      | KOR                     | JPN                     | US Sales                | US World                | Продажі                                          | Сертифікації     |
| -------------------------------------------------------------------------------- | --------------------------------------------------------------------------------------------------- | ----------------------- | ----------------------- | ----------------------- | ----------------------- | ------------------------------------------------ | ---------------- |
| Stereotype                                                                       | - Реліз: 6 вересня 2021 - Лейбл: High Up Entertainment - Формат: CD, цифрове завантаження, стриминг | 2                       | 25                      | —                       | —                       | - Південна Корея: 208,039 - Японія: 2,078 (Фіз.) |                  |
| Young-Luv.com                                                                    | - Реліз: 21 лютого 2022 - Лейбл: High Up Entertainment - Формат: CD, цифрове завантаження, стриминг | 1                       | 44                      | —                       | —                       | - Південна Корея: 258,572 - Японія: 1,002 (Фіз.) | - KMCA: Platinum |
| Teenfresh                                                                        | - Реліз: 16 серпня 2023 - Лейбл: High Up - Формат: CD, цифрове завантаження, стримінг               | 3                       | 45                      | 40                      | 14                      | - Південна Корея: 379,573 - Японія: 738 (Фіз.)   | - KMCA: Platinum |
| «—» релізи, що не потрапили у чарти або не були випущені у відповідних регіонах. | |                         |                         |                         |                         |                                                  |                  |

### Сингл-альбоми
| Назва                   | Деталі                                                                                                 | Пікові позиції у чартах | Продажі                   | Сертифікації     |
| Назва                   | Деталі                                                                                                 | KOR                     | Продажі                   | Сертифікації     |
| ----------------------- | --- | ----------------------- | ------------------------- | ---------------- |
| Star to a Young Culture | - Реліз: 12 листопада 2020 - Лейбл: High Up Entertainment - Формат: CD, цифрове завантаження, стриминг | 6                       | - Південна Корея: 70,262  |                  |
| Staydom                 | - Реліз: 8 квітня 2021 - Лейбл: High Up Entertainment - Формат: CD, цифрове завантаження, стриминг     | 9                       | - Південна Корея: 105,300 |                  |
| We Need Love            | - Реліз: 19 липня 2022 - Лейбл: High Up Entertainment - Формат: CD, цифрове завантаження, стриминг     | 2                       | - Південна Корея: 261,827 | - KMCA: Platinum |
| Teddy Bear              | - Реліз: 14 лютого 2023 - Лейбл: High Up Entertainment - Формат: CD, цифрове завантаження, стриминг    | 1                       | - Південна Корея: 408,214 | - KMCA: Platinum |

### Сингли
| Назва                                                                            | Рік  | Пікові позиції у чартах | Пікові позиції у чартах | Пікові позиції у чартах | Пікові позиції у чартах | Пікові позиції у чартах | Пікові позиції у чартах | Пікові позиції у чартах | Продажі                 | Альбом                  |
| Назва                                                                            | Рік  | KOR                     | KOR Billb.              | JPN                     | JPN Hot                 | NZ Hot                  | SGP                     | US World                | Продажі                 | Альбом                  |
| -------------------------------------------------------------------------------- | ---- | ----------------------- | ----------------------- | ----------------------- | ----------------------- | ----------------------- | ----------------------- | ----------------------- | ----------------------- | ----------------------- |
| «So Bad»                                                                         | 2020 | 159                     | 82                      | —                       | —                       | —                       | —                       | 21                      | Н/Д                     | Star to a Young Culture |
| «ASAP»                                                                           | 2021 | 9                       | 9                       | —                       | —                       | —                       | —                       | —                       | Н/Д                     | Staydom                 |
| «Stereotype» (색안경)                                                            | 2021 | 27                      | 17                      | —                       | —                       | —                       | 22                      | 16                      | Н/Д                     | Stereotype              |
| «Run2U»                                                                          | 2022 | 4                       | 3                       | —                       | —                       | 29                      | —                       | 9                       | Н/Д                     | Young-Luv.com           |
| «Star»                                                                           | 2022 | 170                     | —                       | —                       | —                       | —                       | —                       | —                       | Н/Д                     | Our Blues OST           |
| «Beautiful Monster»                                                              | 2022 | 44                      | 19                      | —                       | —                       | —                       | —                       | —                       | Н/Д                     | We Need Love            |
| «Poppy»                                                                          | 2022 | 19                      | 12                      | 13                      | 99                      | —                       | —                       | —                       | - Японія: 8,331 (phy.)  | Сингл без альбому       |
| «Teddy Bear»                                                                     | 2023 | 4                       | 5                       | 5                       | 45                      | —                       | —                       | —                       | - Японія: 18,271 (Фіз.) | Teddy Bear              |
| «Bubble»                                                                         | 2023 | 11                      | 14                      | —                       | —                       | —                       | —                       | —                       | N/A                     | Teenfresh               |
| «Lit»                                                                            | 2023 | —                       | —                       | 3                       | 93                      | —                       | —                       | —                       | - Японія: 10,628 (Фіз.) | Сингл без альбому       |
| «—» релізи, що не потрапили у чарти або не були випущені у відповідних регіонах. |      |                         |                         |                         |                         |                         |                         |                         |                         |                         |

### Інші пісні у чартах
| Назва                                                                            | Рік  | Пікові позиції у чартах | Альбом        |
| Назва                                                                            | Рік  | KOR Down.               | Альбом        |
| -------------------------------------------------------------------------------- | ---- | ----------------------- | ------------- |
| «So What»                                                                        | 2021 | 143                     | Staydom       |
| «Love Fool» (кор. 사랑은 원래 이렇게 아픈 건가요)                                | 2021 | 190                     | Staydom       |
| «I'll Be There»                                                                  | 2021 | 71                      | Stereotype    |
| «Slow Down»                                                                      | 2021 | 76                      | Stereotype    |
| «Complex»                                                                        | 2021 | 87                      | Stereotype    |
| «Same Same»                                                                      | 2022 | 91                      | Young-Luv.com |
| «247»                                                                            | 2022 | 97                      | Young-Luv.com |
| «Young Luv»                                                                      | 2022 | 70                      | Young-Luv.com |
| «Butterfly»                                                                      | 2022 | 101                     | Young-Luv.com |
| «I Want U Baby»                                                                  | 2022 | 117                     | Young-Luv.com |
| «I Like It»                                                                      | 2022 | 75                      | We Need Love  |
| «Love»                                                                           | 2022 | 66                      | We Need Love  |
| «Not Like You»                                                                   | 2023 | 36                      | Teenfresh     |
| «I Wanna Do»                                                                     | 2023 | 38                      | Teenfresh     |
| «Be Mine»                                                                        | 2023 | 46                      | Teenfresh     |
| «—» релізи, що не потрапили у чарти або не були випущені у відповідних регіонах. |      |                         |               |

## Відеографія

### Музичні відео
| Назва                                     | Рік                | Режисер                              | Прим.  |
| ----------------------------------------- | ------------------ | ------------------------------------ | ------ |
| «So Bad»                                  | 2020               | Lee Min-jun, Lee Ha-young (Moswantd) | [ 64 ] |
| «ASAP»                                    | 2021               | Han Sa-min (Dextor-Lab)              | [ 65 ] |
| «Stereotype»                              | 2021               | Kim Woo-gi (Mother)                  | [ 66 ] |
| «Run2U»                                   | 2022               | Kim Woo-gi (Mother)                  | [ 67 ] |
| «Beautiful Monster»                       | Flexible pictures  | [ 68 ]                               |        |
| «Poppy»                                   | NOVV KIM (NOVV)    | [ 69 ]                               |        |
| «Poppy (Korean Ver.)» (Performance Video) | NOVV KIM (NOVV)    | 2023                                 | [ 70 ] |
| «Teddy Bear»                              | NOVV KIM (NOVV)    | 2023                                 | [ 71 ] |
| «Teddy Bear (Japanese Ver.)»              | 88GH (KEEPUSWEIRD) | 2023                                 | [ 72 ] |

## Нагороди
| Церемонія                          | Рік  | Категорія                                      | Номінант     | Результат    | Прим.  |
| ---------------------------------- | ---- | ---------------------------------------------- | ------------ | ------------ | ------ |
| Asia Artist Awards                 | 2021 | New Wave Singer Award                          | STAYC        | Перемога     | [ 73 ] |
| Asia Artist Awards                 | 2021 | Female Idol Popularity Award                   | STAYC        | Номінація    | [ 74 ] |
| Asia Model Awards                  | 2021 | Rookie of the Year                             | STAYC        | Перемога     | [ 75 ] |
| Asian Pop Music Awards             | 2021 | Best New Artist (Overseas)                     | STAYC        | Номінація    | [ 76 ] |
| Brand Customer Loyalty Award       | 2021 | Best Female Rookie Award                       | STAYC        | Перемога     | [ 77 ] |
| Brand Customer Loyalty Award       | 2022 | Female Idol (Rising Star)                      | STAYC        | В очікуванні | [ 78 ] |
| Brand of the Year Awards           | 2021 | Female Rookie Idol Award                       | STAYC        | Номінація    | [ 79 ] |
| The Fact Music Awards              | 2021 | Next Leader Award                              | STAYC        | Перемога     | [ 80 ] |
| The Fact Music Awards              | 2021 | Fan & Star Choice Award (Artist)               | STAYC        | Номінація    | [ 81 ] |
| Gaon Chart Music Awards            | 2021 | New Artist of the Year — Digital               | «So Bad»     | Номінація    | [ 82 ] |
| Gaon Chart Music Awards            | 2022 | Discovery of the Year — Hot Trend              | STAYC        | Перемога     | [ 83 ] |
| Gaon Chart Music Awards            | 2022 | Artist of the Year (Digital Music) — September | «Stereotype» | Номінація    | [ 84 ] |
| Golden Disc Awards                 | 2022 | Digital Song Bonsang                           | «ASAP»       | Перемога     | [ 85 ] |
| Golden Disc Awards                 | 2022 | Rookie of the Year Award                       | STAYC        | Перемога     | [ 86 ] |
| Golden Disc Awards                 | 2022 | Seezn Most Popular Artist Award                | STAYC        | Номінація    | [ 87 ] |
| Korea Culture Entertainment Awards | 2021 | K-Pop Star Award                               | STAYC        | Перемога     | [ 88 ] |
| Korea First Brand Awards           | 2022 | Female Idol Rising Star Award                  | STAYC        | Номінація    | [ 89 ] |
| Korean Music Awards                | 2022 | Best K-pop Song                                | «ASAP»       | Номінація    | [ 90 ] |
| Korean Music Awards                | 2022 | Rookie of the Year                             | STAYC        | Номінація    | [ 91 ] |
| Melon Music Awards                 | 2021 | 1theK Original Content Award                   | STAYC        | Перемога     | [ 92 ] |
| Melon Music Awards                 | 2021 | Best Female Group                              | STAYC        | Номінація    | [ 92 ] |
| Melon Music Awards                 | 2021 | Netizen Popularity Award                       | STAYC        | Номінація    | [ 92 ] |
| Melon Music Awards                 | 2021 | New Artist of the Year                         | STAYC        | Номінація    | [ 92 ] |
| Melon Music Awards                 | 2021 | Top 10 Artist                                  | STAYC        | Номінація    | [ 92 ] |
| Mnet Asian Music Awards            | 2021 | Best Dance Performance — Female Group          | «ASAP»       | Номінація    | [ 93 ] |
| Mnet Asian Music Awards            | 2021 | Best New Female Artist                         | STAYC        | Номінація    | [ 93 ] |
| Mnet Asian Music Awards            | 2021 | Song of the Year                               | «ASAP»       | Номінація    | [ 93 ] |
| Mnet Asian Music Awards            | 2021 | Worldwide Fans' Choice Top 10                  | STAYC        | У шорт-листі | [ 93 ] |
| MTV Europe Music Awards            | 2021 | Best Korean Act                                | STAYC        | Номінація    | [ 94 ] |
| Prêmio Anual K4US                  | 2021 | Debut of the Year                              | STAYC        | Номінація    | [ 95 ] |
| Prêmio Anual K4US                  | 2021 | Song of the Year                               | «ASAP»       | Номінація    | [ 95 ] |
| Seoul Music Awards                 | 2021 | K-wave Popularity Award                        | STAYC        | Номінація    | [ 96 ] |
| Seoul Music Awards                 | 2021 | Popularity Award                               | STAYC        | Номінація    | [ 96 ] |
| Seoul Music Awards                 | 2021 | Rookie of the Year                             | STAYC        | Номінація    | [ 96 ] |
| Seoul Music Awards                 | 2022 | Best Performance                               | STAYC        | Перемога     | [ 97 ] |
| Seoul Music Awards                 | 2022 | K-wave Popularity Award                        | STAYC        | Номінація    | [ 98 ] |
| Seoul Music Awards                 | 2022 | Main Award (Bonsang)                           | STAYC        | Номінація    | [ 98 ] |
| Seoul Music Awards                 | 2022 | Popularity Award                               | STAYC        | Номінація    | [ 98 ] |
| Seoul Music Awards                 | 2022 | U+Idol Live Best Artist Award                  | STAYC        | Номінація    | [ 99 ] |

## Нотатки
1. ↑  Includes the Billboard K-pop Hot 100 (defunct as of 2022), and South Korea Songs (part of Billboard's Hits of the World (2022 onwards)).
2. ↑  «Run2U» did not enter the RIAS Top Streaming Chart, but debuted at position 22 on the RIAS Top Regional Chart.[58]
3. ↑  «Beautiful Monster» did not enter the RIAS Top Streaming Chart, but debuted at position 24 on the RIAS Top Regional Chart.[59]

1. ↑  The Japanese version of «ASAP» was included as the second track on STAYC's debut Japanese single Poppy, released on November 23, 2022.
2. ↑  The Korean version of «Poppy» was included as the second track on STAYC's single album Teddy Bear released on February 14, 2023.
3. ↑  The Japanese version of "Bubble" was included as the second track on STAYC's single LIT released on December 6, 2023.